# ホセ・ラファエル・モネオ
ホセ・ラファエル・モネーオ・バリェス（José Rafael Moneo Vallés、1937年5月9日 - ）は、スペイン・ナバーラ県トゥデラ出身の建築家。
1996年にプリツカー賞、2003年にRIBAゴールドメダルを受賞するなど、スペインを代表する建築家として知られる。

## 経歴
マドリード工科大学の建築高等技術学校（Escuela Técnica Superior de Arquitectura de Madrid）で1961年に学位をとる。1958年から1961年にかけて、マドリードで建築家フランシスコ・ハビエル・サエンス・デ・オイサの事務所に勤め、さらに20世紀半ばのスペインを代表する建築家アレハンドロ・デ・ラ・ソタやデンマークの建築家ヨーン・ウツソンに師事し、ウツソンから北欧建築の影響を受けた。彼はマドリード、バルセロナなど世界各地で建築を教えたほか、1985年から1990年にかけてハーヴァード大学大学院の建築デザインコースで長を務めた。
彼はサラゴサのディエストレ（Diestre）工場（1967年）、マドリードのバンキンテル本店（1977年）、ログローニョの市庁舎（1981年）、メリダの国立古代ローマ博物館（1986年）、マドリードのビジャエルモーサ宮殿を改装したティッセン＝ボルネミッサ美術館（1992年）、同じくマドリードのアトーチャ駅拡張計画（1992年）、マヨルカ島のピラール・イ・ジョアン・ミロ財団（1992年）、セビリアのセビリア空港新ターミナルビル（1992年）、サン・セバスティアンのクルサール国際会議場・公会堂（1999年）などを手がけている。その他、ストックホルム近代美術館、ロサンゼルスの大聖堂、マサチューセッツ州のデイビス美術館、ヒューストン美術館などスペイン国外でも多数のプロジェクトが完成し、また進行中である。
彼は敷地の歴史や周囲の文脈を重視し敬意を払いながら設計を行っており、ケネス・フランプトンによって批判的地域主義の建築家として取り上げられている。代表作はメリダのローマ時代の遺跡の上に建てられた国立古代ローマ博物館であり、アルヴァ・アールト、ヨーン・ウツソン、フランク・ロイド・ライトらの影響を受けながら、現地の伝統や遺跡や町並みの文脈にあわせて建物をローマ時代の様式にあわせたレンガで壁を覆い、建物の高さも周囲の建物に揃えている。また内部は多数のレンガ張りの内壁によって仕切られ、アーチ型の高い入り口が連続している。地下にあって保存公開されている遺跡と、ローマ式のアーチ状の内壁は不思議な融合を見せている。
こうした建物内部の分節や繰り返しは彼の建築の大きな要素である。特にアトーチャ駅の正方形の天井の連なりや、セビリア空港のヴォールト天井の連続は非常にリズミカルである。また天井の各部分からはトップライトもとっているので、外観も同じ形の屋根が連続しており独特の印象がある。新建築住宅設計競技などの審査員を歴任している。

## 作品
- デーストゥレ・ファクトリー（1967年）
- グランド・ハイアット・ベルリン
- バンキンテル本店（1977年）
- ログローニョの市庁舎（1981年）
- 国立古代ローマ博物館（1986年）
- スペイン銀行旧ハエン支店（1988年）
- プレビション・エスパニョーラビル（1988年）
- セビリア空港新ターミナルビル（1992年）
- アトーチャ駅（1992年）
- ピラール・イ・ジョアン・ミロ財団（1992年）
- ティッセン・ボルネミッサ美術館改修（1992年）
- ディアゴナルビル（1993年）
- ムルシア市庁舎（1998年）
- 天使のマリア大聖堂（2002年）

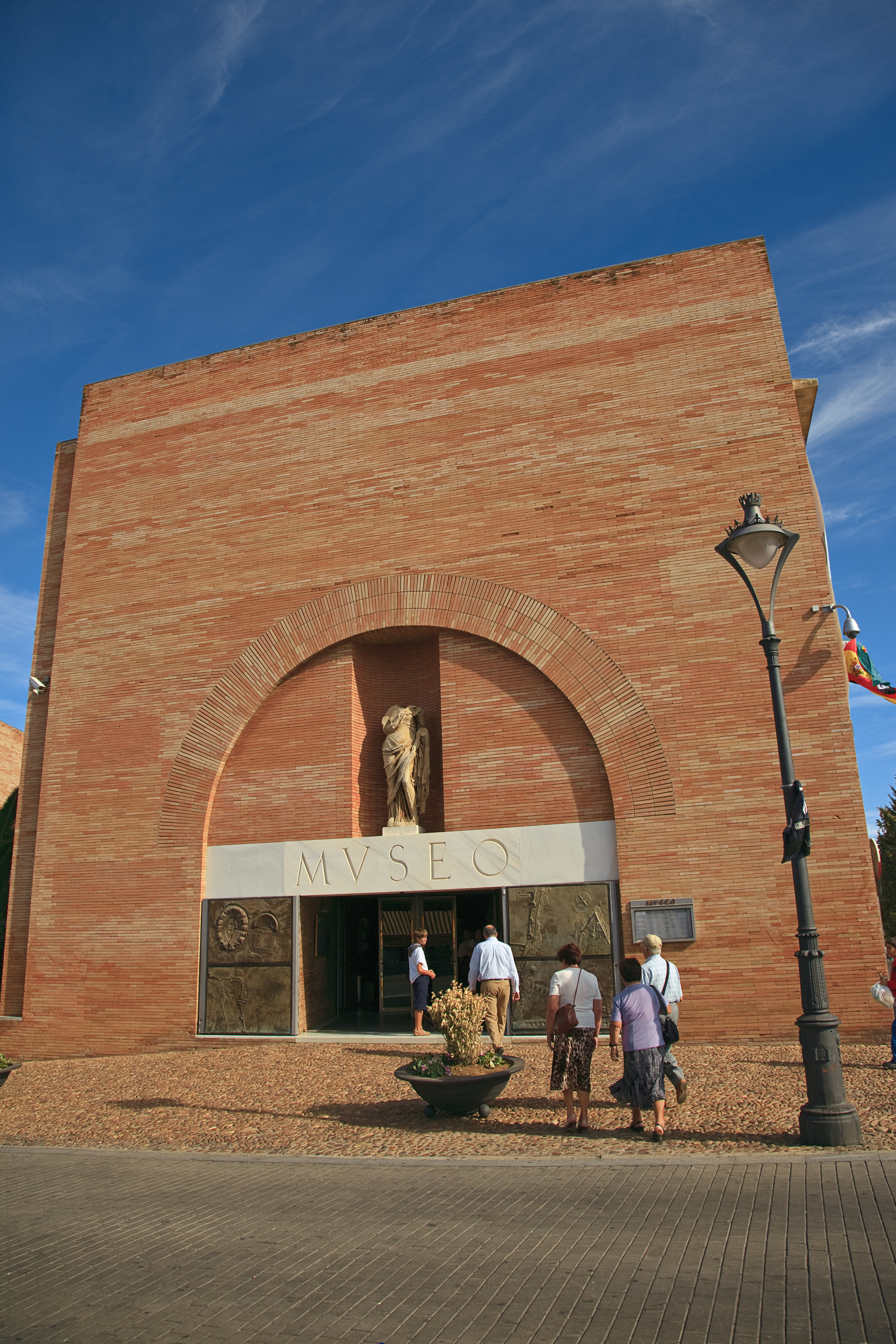
メリダの国立古代ローマ博物館
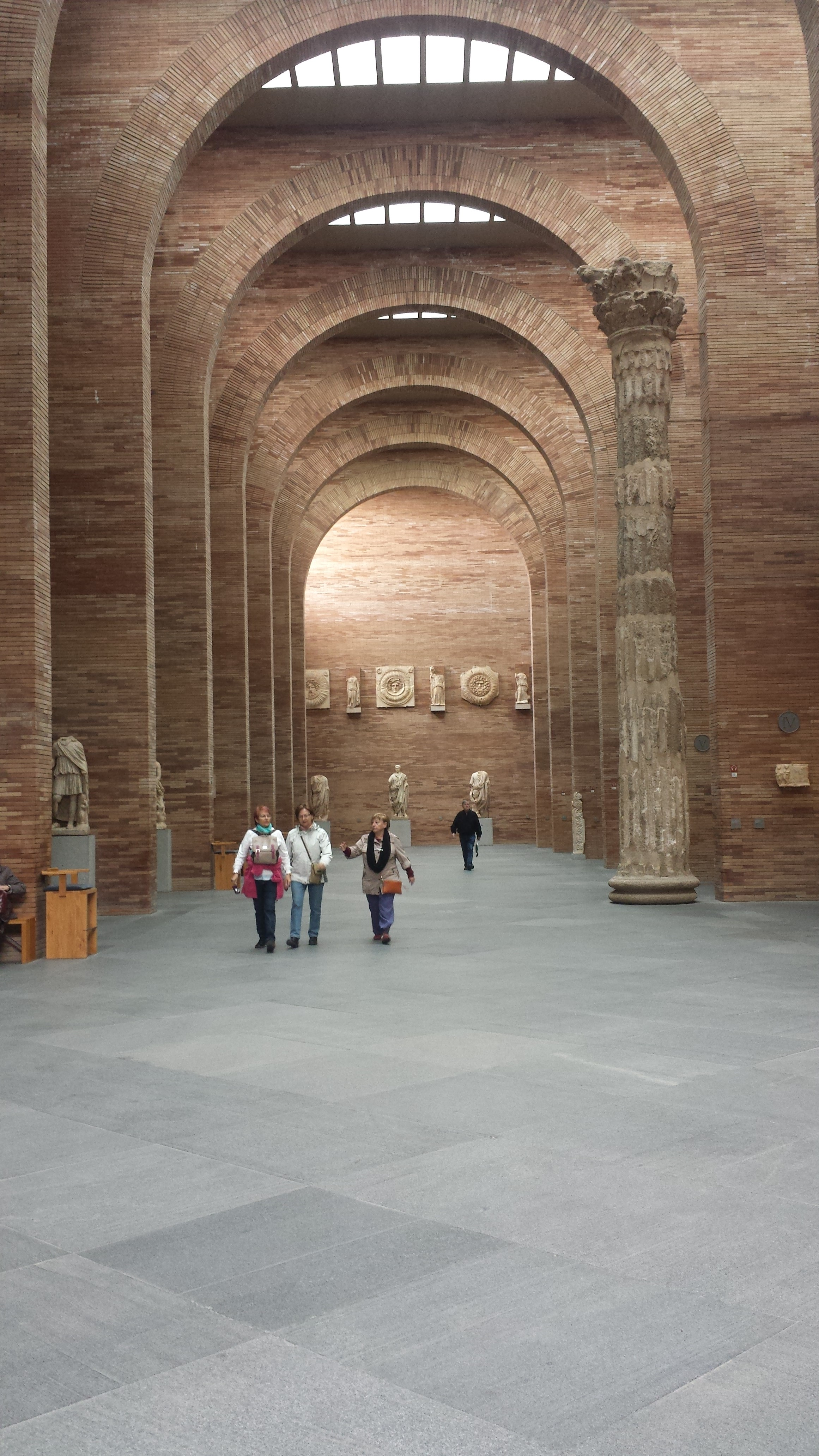
メリダの国立古代ローマ博物館
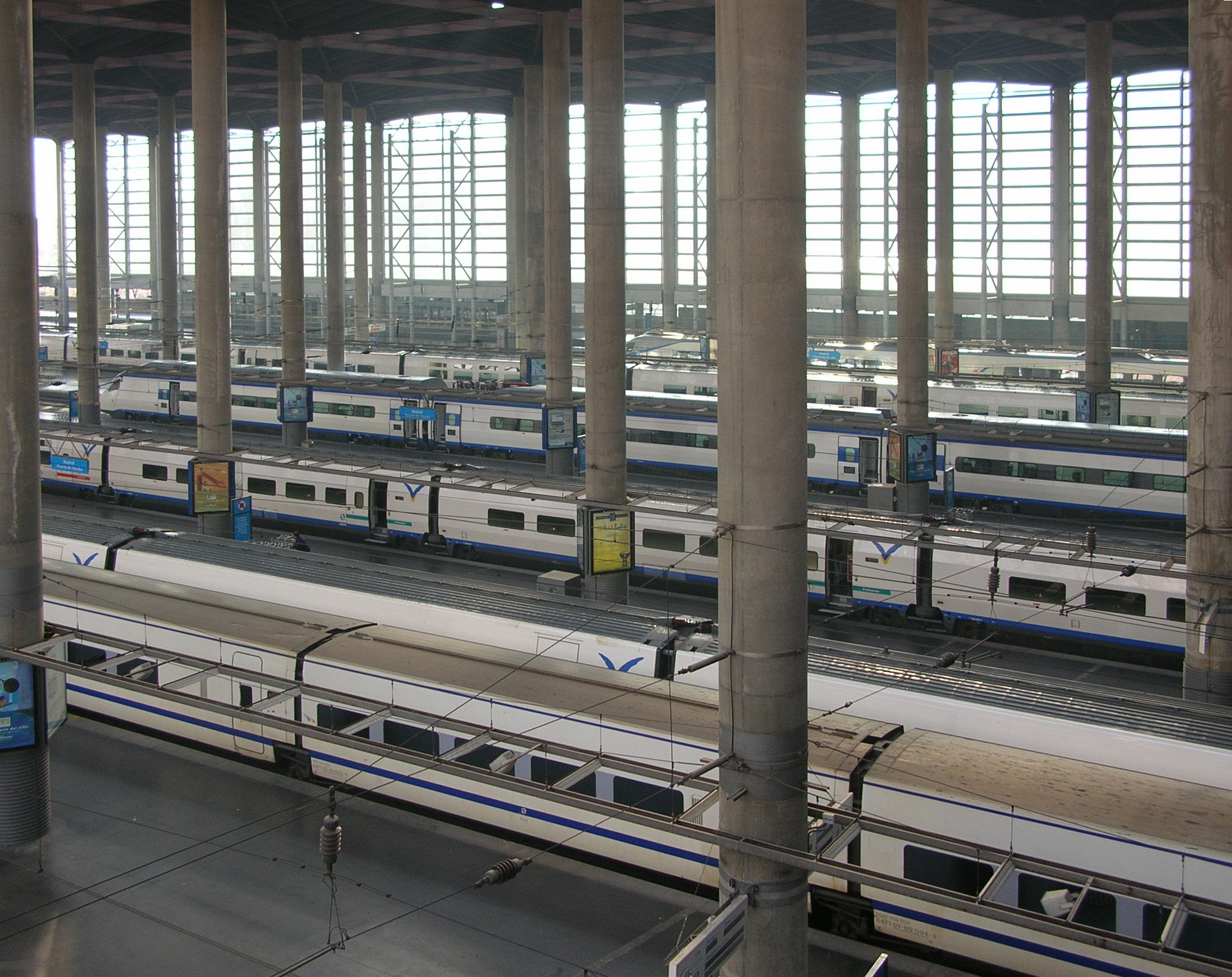
マドリード・アトーチャ駅拡大部。古い駅舎を温室とし、その奥に列柱の並ぶ新駅舎を建設した
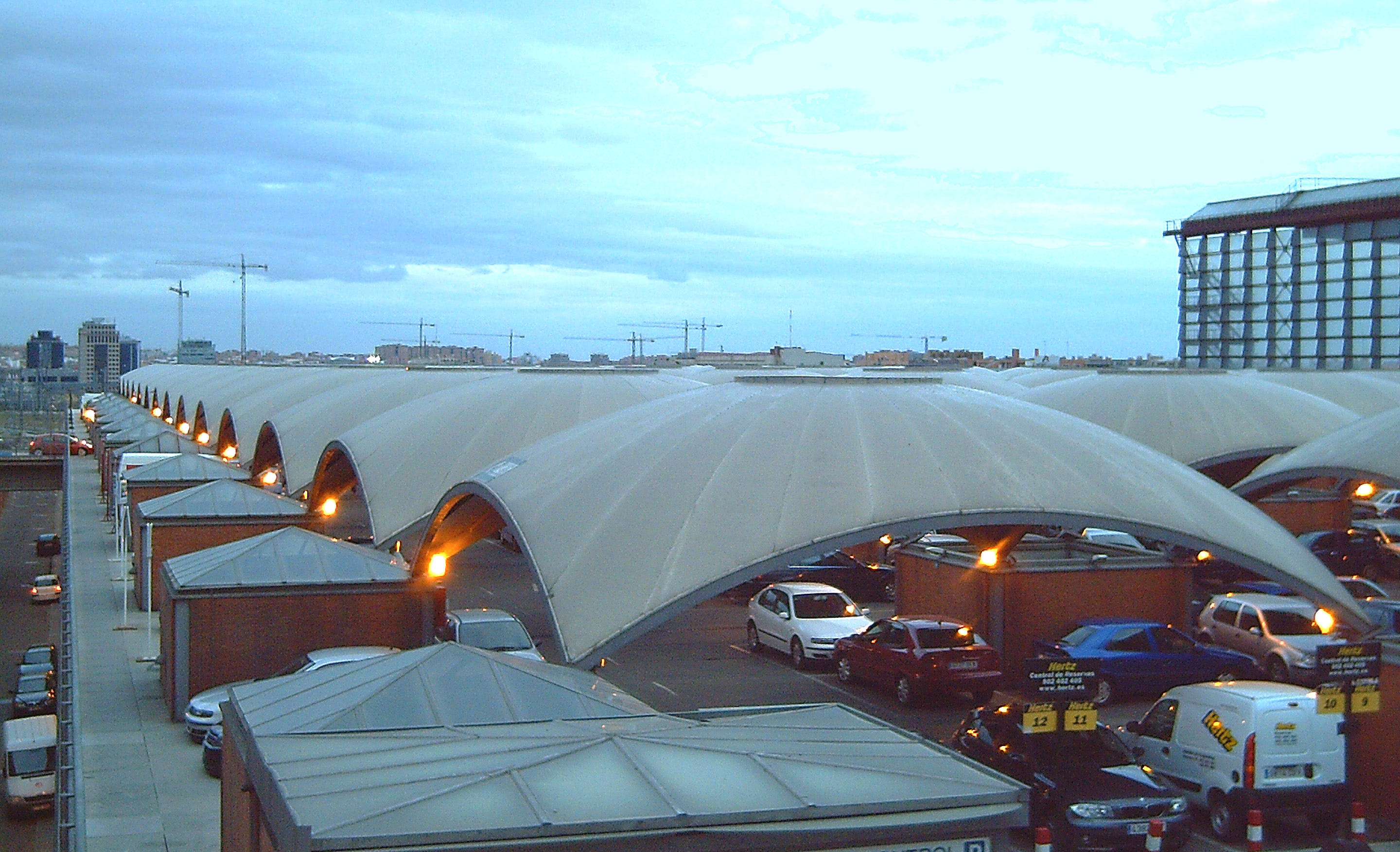
アトーチャ駅屋上駐車場のリズミカルな屋根
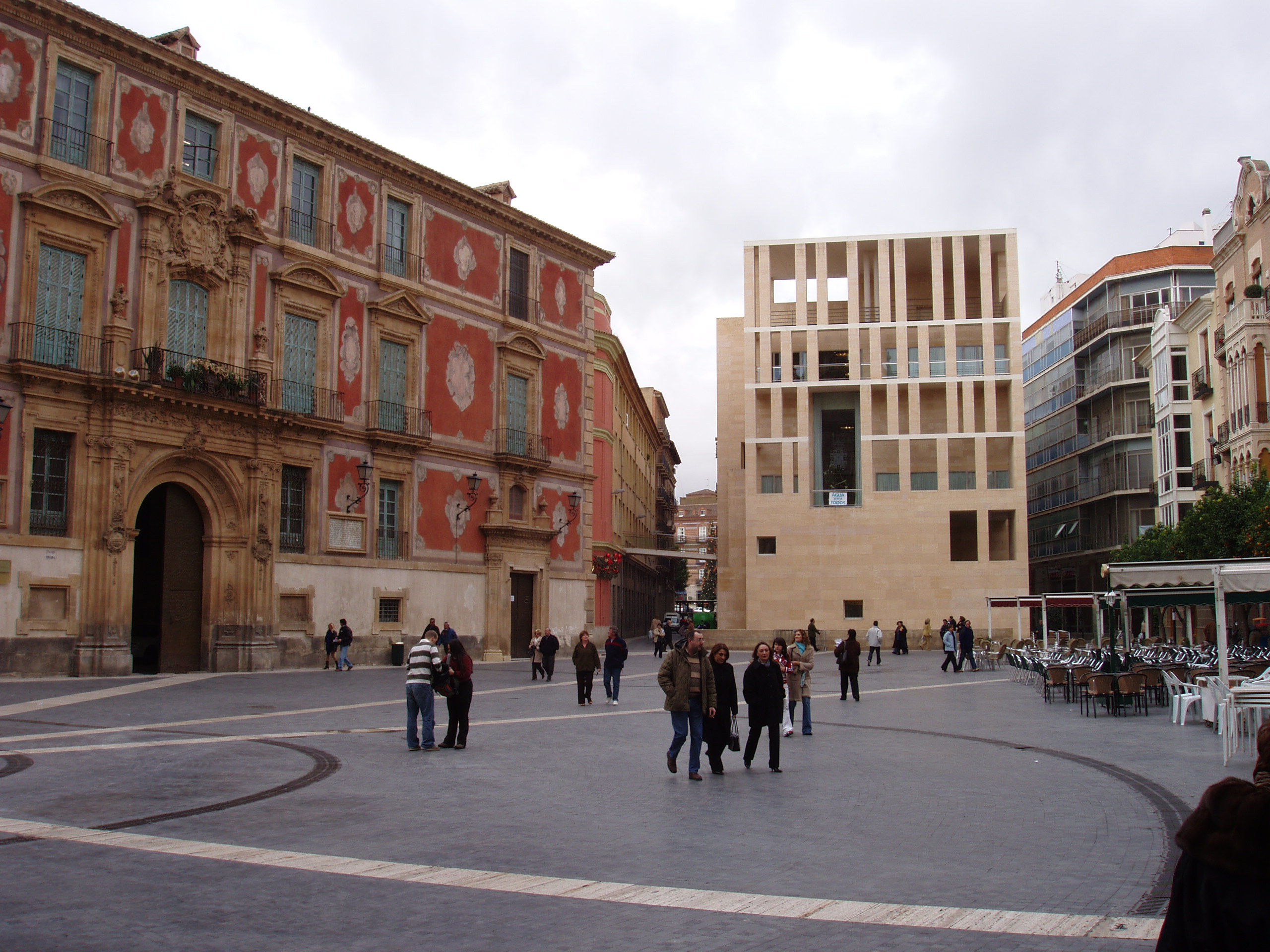
ムルシア市庁舎（右）
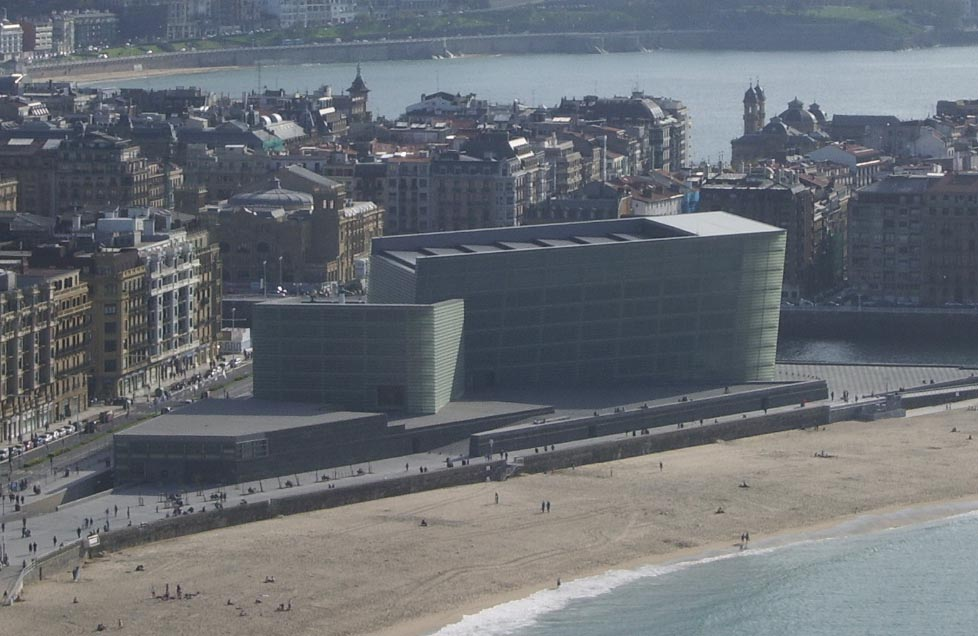
サン・セバスティアンのクルサール国際会議場・公会堂
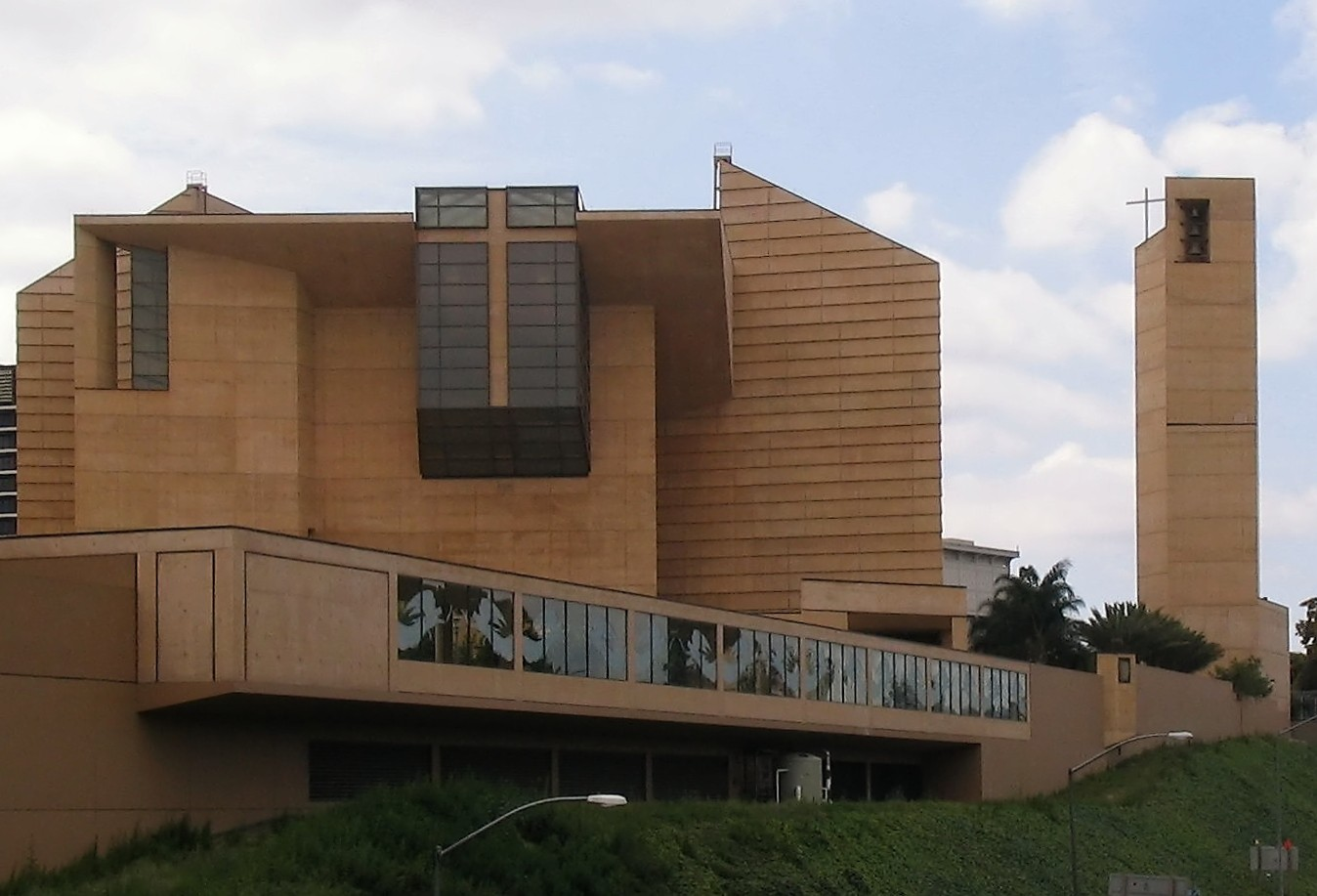
聖母マリア・カテドラル（ロサンゼルス）

## 受賞
- UIAゴールドメダル（1996年）
- プリツカー賞（1996年）
- RIBAゴールドメダル （2003年）
- アストゥリアス皇太子賞 （2013年）
- 高松宮殿下記念世界文化賞 （2017年）